# Amt Itzehoe-Land
La comunità amministrativa di Itzehoe-Land (Amt Itzehoe-Land) si trova nel circondario di Steinburg nello Schleswig-Holstein, in Germania.

## Suddivisione
Comprende 20 comuni:
1. Bekdorf (103)
2. Bekmünde (136)
3. Drage (229)
4. Heiligenstedten (1 482)
5. Heiligenstedtenerkamp (729)
6. Hodorf (196)
7. Hohenaspe (1 925)
8. Huje (270)
9. Kaaks (432)
10. Kleve (550)
11. Krummendiek (73)
12. Lohbarbek (786)
13. Mehlbek (421)
14. Moorhusen (72)
15. Oldendorf (1 072)
16. Ottenbüttel (744)
17. Peissen (279)
18. Schlotfeld (232)
19. Silzen (162)
20. Winseldorf (326)

Il capoluogo è Itzehoe, esterna al territorio della comunità amministrativa.
(Tra parentesi i dati della popolazione al 31 dicembre 2021)